# Аламесекский район
Аламесекский район (каз. Аламесек ауданы) — административно-территориальная единица в составе Кзыл-Ординского округа Казахской АССР, существовавшая в 1928—1930 годах.
Аламесекский район был образован 17 января 1928 года в составе Кзыл-Ординского округа (утверждён ВЦИК 3 сентября того же года). В состав района вошла территория упразднённой Аламесекской волостей бывшего Кзыл-Ординского уезда Сырдарьинской губернии. Центром района был определён аул Аламесек.
17 декабря 1930 года на основании постановления ВЦИК от 23 июля того же года был упразднён Кзыл-Ординский округ. Одновременно был упразднён и Аламесекский район, а его территория включена в Кзыл-Ординский район.